# نسبت پوشش هزینه بهره

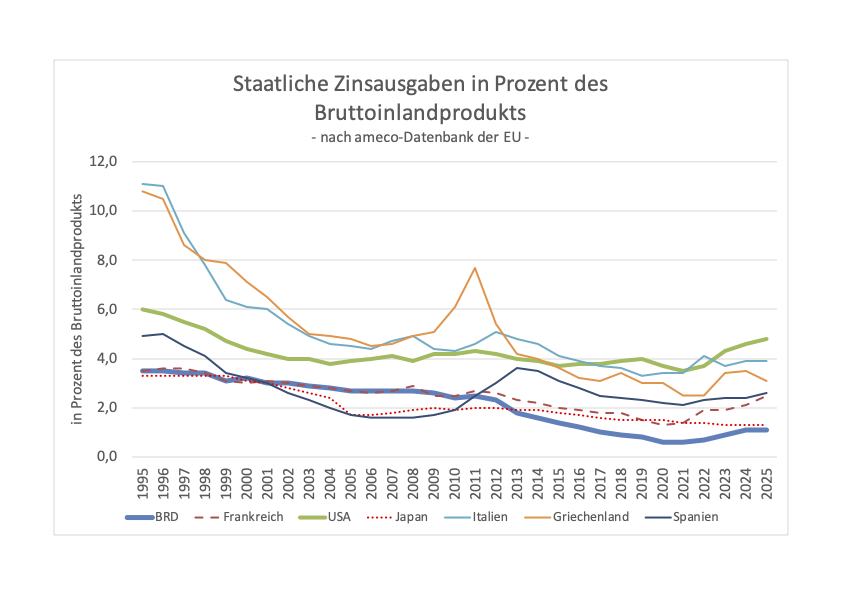
نمودار نسبت پوشش هزینه بهره

نسبت پوشش هزینه بهره، (به انگلیسی: Interest Coverage Ratio) نسبتی است، برای تعیین اینکه شرکت می‌تواند بهره بدهی‌های پرداخت نشده‌اش را، پرداخت کند، استفاده می‌شود. این نسبت از طریق تقسیم سود قبل از بهره و مالیات یا درآمد قبل از بهره، مالیات و استهلاک، در یک دوره زمانی، به هزینه بهره شرکت در همان تاریخ بدست می‌آید.
{\displaystyle {\mbox{Times-Interest-Earned}}={\frac {\mbox{EBIT or EBITDA}}{\mbox{Interest Charges}}}}
نسبت پوشش هزینه بهره = سود قبل از کسر بهره و مالیات / هزینه بهره
هر چه مقدار پوشش هزینه بهره کمتر باشد؛ شرکت بیشتر زیر بار مسئولیت هزینه بهره می‌رود. هنگامی که نرخ پوشش بهره کمتر از ۱٫۵ باشد؛ توانایی شرکت در مقابله با هزینه بهره زیر سؤال می‌رود. نرخ پوشش بهره زیر یک نشان می‌دهد، شرکت نتوانسته است درآمد مناسبی را در جهت جبران هزینه بهره کسب کند.